# Guguk Malintang
Guguk Malintang is een bestuurslaag in het regentschap Padang Panjang van de provincie West-Sumatra, Indonesië. Guguk Malintang telt 5312 inwoners (volkstelling 2010).